# Amauropelta tenerrima
Amauropelta tenerrima là một loài dương xỉ thuộc họ Thelypteridaceae. Loài này được Antoine Laurent Apollinaire Fée mô tả khoa học đầu tiên năm 1869.